# Nezmaři
Nezmaři (Hydroida) jsou řád třídy polypovci z kmene žahavci. Název reflektuje jejich obrovskou regenerační schopnost (u řady druhů rozkrájení jedince na kousky vede k tomu, že z jednotlivých kousků vyrostou jedinci noví).
Mají paprsčitě souměrné tělo, žijí v stojatých sladkých vodách a živí se planktonem, který loví pomocí 6 pohyblivých žahavých ramen. Jsou přisedlí pomocí nožního terče. Rodozměna (metageneze) typická pro jiné žahavce zde neprobíhá – stadium polypa je u nich prakticky po celý život (stádium medúzy je potlačeno).
Dělí se na čtyři podřády:
- Anthomedusae
- nezmaři v užším slova smyslu Hydrida (někdy zařazovaní pod předchozí skupinu)
  - nezmar
- Leptomedusae
  - pohárovka
- Limnomedusae
  - medúzka sladkovodní